# Антакальнисская сянюния

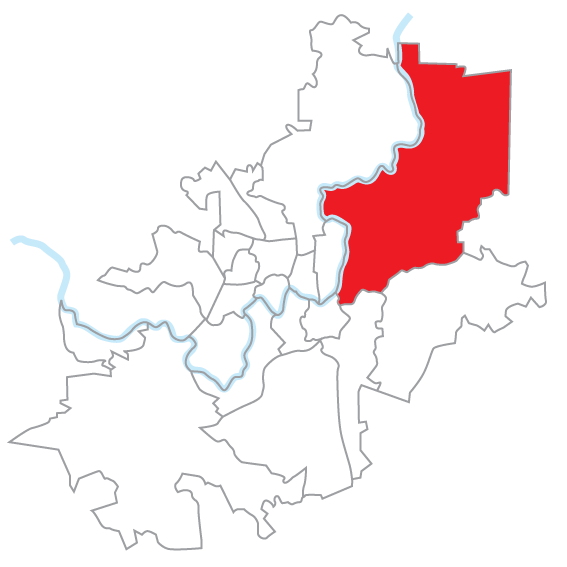
Антакальнисская сянюния на карте Вильнюсского городского самоуправления

Антакальнисская сянюния (Антакальнисское староство; лит. Antakalnio seniūnija) — административно-территориальная единица Вильнюса на северо-востоке городского самоуправления. Находится на левом берегу Няриса.

## Районы
Сянюния состоит из 15 историко-географических районов:
- Антавиляй
- Антакальнис
- Аукштагирис
- Аукштейи-Карачюнай
- Банишкес
- Вагува
- Валакампяй
- Вяржува
- Винцюнишкес
- Висмалай
- Висмалюкай
- Виряй
- Галгяй
- Дидейи-Пупояй
- Дварчёнис
- Жямейи-Карачюнай
- Калнай
- Кайренай
- Лепине
- Мажейи-Пупояй
- Милейшишкес
- Мяйришкес
- Печюкай
- Пилимеляй
- Сапегине
- Саулетекис
- Смелине
- Турнишкес
- Шилас
- Шиленай